# Гасанханов, Руслан Зайнулавович
Руслан (Расул) Зайнулавович Гасанханов (род. 12 апреля 1989, Махачкала) — российский самбист и тренер, 4-кратный чемпион России, 3-кратный чемпион Европы и 3-кратный чемпион мира по боевому самбо, Заслуженный мастер спорта России. Выступает в первом полусреднем весе (до 68 кг). Тренируется в махачкалинской школе самбо под руководством своего отца Зайнулава Гасанханова. Боец смешанных единоборств. Провёл три боя, из которых один выиграл удушением сзади, и два проиграл (один удушением гильотиной и один решением судей). 19 декабря 2022 года ему было присвоено звание заслуженный тренер России

## Спортивные достижения
- Чемпионат России по боевому самбо 2010 — ;
- Чемпионат России по боевому самбо 2012 — ;
- Чемпионат России по боевому самбо 2013 — ;
- Чемпионат России по боевому самбо 2014 — ;
- Чемпионат России по боевому самбо 2015 — ;
- Чемпионат России по боевому самбо 2016 — ;
- Чемпионат России по самбо 2019 — ;
- Чемпионат России по самбо 2021 — ;